# Diradops alternata
Diradops alternata är en stekelart som först beskrevs av Cresson 1874.  Diradops alternata ingår i släktet Diradops och familjen brokparasitsteklar. Inga underarter finns listade i Catalogue of Life.